# St. Mark’s Evangelical Lutheran Church (Baltimore)

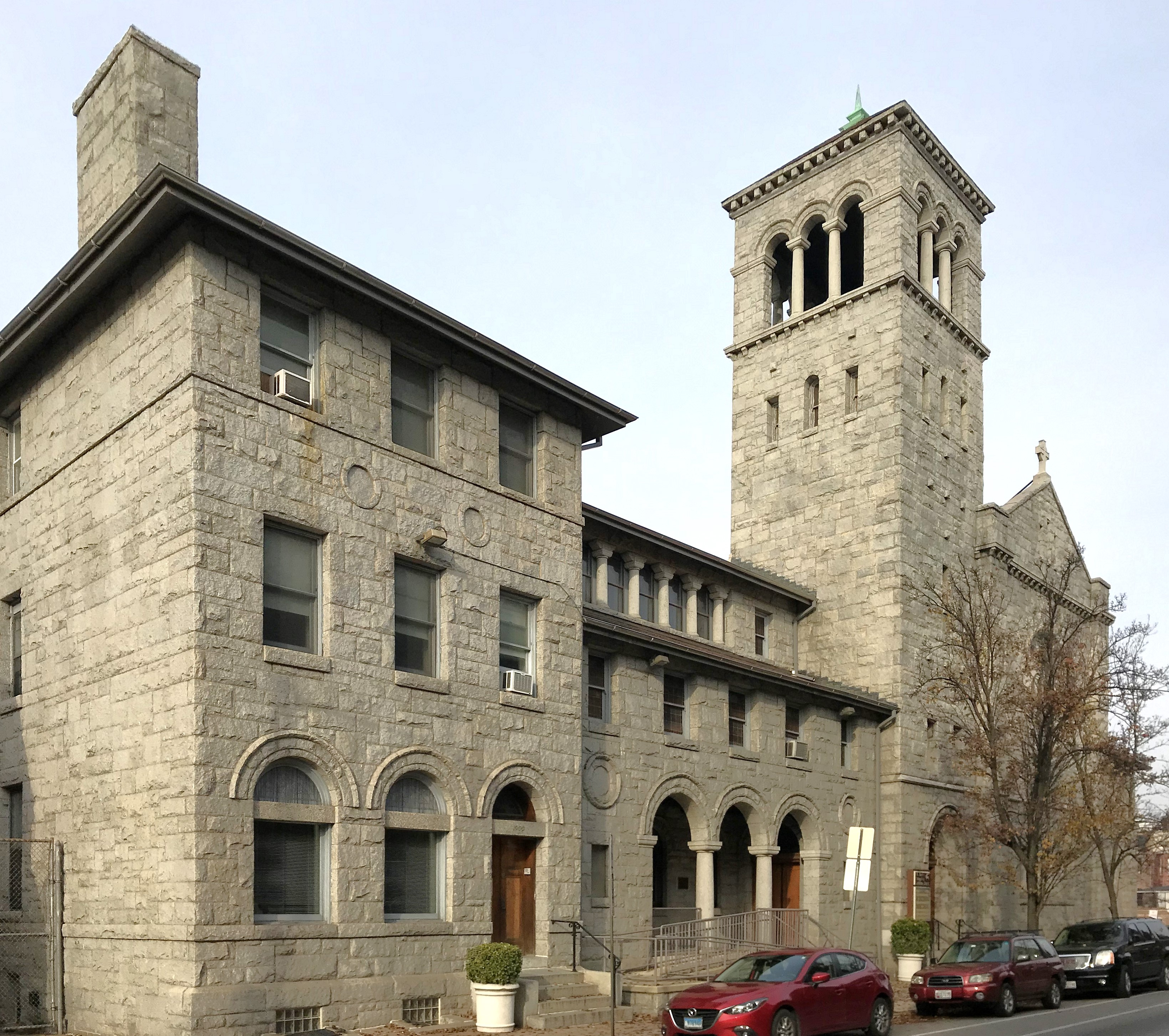
Die St. Mark’s Evangelical Lutheran Church

Die St. Mark’s Evangelical Lutheran Church ist ein Kirchengebäude der Evangelisch-Lutherischen Kirche in Amerika in Baltimore im US-Bundesstaat Maryland in den Vereinigten Staaten. Das Gotteshaus ist seit 2009 als Baltimore City historic landmark eingestuft. Im Jahr 2012 wurde auch das Innere der Kirche unter Denkmalschutz gestellt. Die Ausgestaltung des Kirchenraumes im Stil einer frühchristlichen Basilika, die durch die Tiffany Studios in New York City ausgeführt wurde, ist vollständig erhalten.

## Geschichte
Die Kirchengemeinde der St. Mark’s Evangelical Lutheran Church wurde im Jahr 1860 gegründet. St. Mark’s befand sich ursprünglich in der Eutaw Street und die Gemeindearbeit konzentrierte sich auf die Entwicklung einer Sonntagsschule. Durch die Entwicklung der Stadt verlagerte sich das Wohngebiet vieler Gemeindeglieder in äußere Vororte, so dass die Gemeinde nach einem neuen Standort suchte, der für die Mehrheit der Mitglieder erreichbar war. Außerdem wurde ein größeres Gebäude benötigt, das der wachsenden Sonntagsschule dienen sollte. Kirchenglieder um den Geschäftsmann Waldo Newcomer spielten eine wichtige Rolle bei der Wahl des neuen Standorts und des Baustils des Gotteshauses.
Die Kirche St. Mark’s wurde schließlich durch Joseph Evans Sperry nach dem Vorbild frühchristlicher Basiliken sowie romanischer Kirchen im heutigen Italien ausgeführt, wohin der Architekt Reisen als Inspirationsquelle unternommen hatte. Besonders Vorbild für den Bau war für ihn der Markusdom in Venedig. Der Bau wurde im Jahr 1898 durch Henry Smith & Sons ausgeführt und am 6. November des Jahres eingeweiht.
Neben der Gestaltung des Innenraumes durch die Tiffany Studios wurden der Altar, das Rednerpult, die Kanzel sowie das Taufbecken aus Rubio-Marmor gefertigt und sind mit Gold und Perlmutt verziert. Die Ausführung dieser Prinzipalstücke erfolgte durch J. & R. Lamb aus New York City.